# トーマス・ヨハンソン
カール・トーマス・コニー・ヨハンソン（Karl Thomas Conny Johansson, 1975年3月24日 - ）は、スウェーデン・リンシェーピング出身の元男子プロテニス選手。2002年全豪オープン男子シングルス優勝者である。2008年北京五輪男子ダブルスでシーモン・アスペリンと組んで銀メダル獲得。
ATPランキング自己最高位はシングルス7位、ダブルス51位。身長180cm、体重80kg。右利き、バックハンド・ストロークは両手打ち。ATPツアーで2002年全豪オープン男子シングルスを含むシングルス9勝、ダブルスで1勝を挙げた。

## 選手経歴
1994年にプロ入り。1998年から男子テニス国別対抗戦デビスカップスウェーデン代表選手に選ばれ、現役引退まで代表を務めた。最初期のヨハンソンは全米オープンで好成績を出し、1998年と2000年の2度ベスト8に入った。2002年全豪オープン決勝で、ヨハンソンは2000年全米オープン優勝者のマラト・サフィンを3-6, 6-4, 6-4, 7-6で破って初優勝する。スウェーデン人のテニス選手として、全豪オープンでは1988年のマッツ・ビランデル以来14年ぶり、4大大会でも1992年全米オープンを制覇したステファン・エドベリ以来の優勝を成し遂げた。
その後、ヨハンソンは膝の手術で2003年のシーズンを棒に振ってしまう。2005年ウィンブルドン選手権において、ヨハンソンはダビド・ナルバンディアンを準々決勝で破り、30歳にして初めてベスト4進出を果たす。その準決勝では、第2シードのアンディ・ロディックに7-6, 2-6, 6-7, 6-7で敗れた。スウェーデン人選手のウィンブルドン男子シングルスベスト4入りも、1993年のステファン・エドベリ以来12年ぶりの快挙であった。

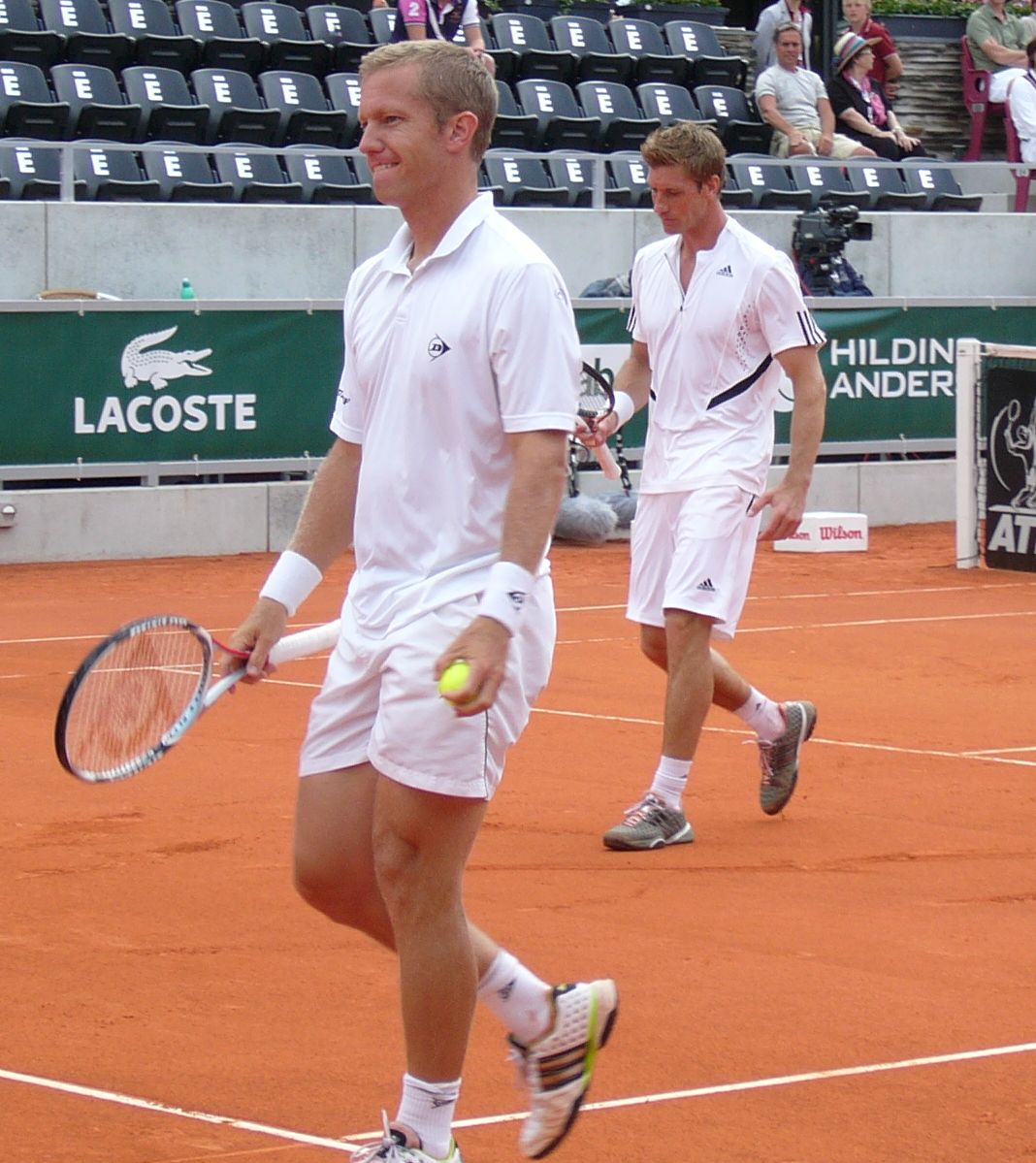
トーマス・ヨハンソンとシーモン・アスペリン

2008年北京五輪で、ヨハンソンはシーモン・アスペリンと組んで男子ダブルスに出場し、この部門で銀メダルを獲得した。決勝戦ではスイスのロジャー・フェデラー/スタニスラス・ワウリンカ組に3-6, 4-6, 7-6, 3-6で敗れた。
オリンピック銀メダルから1年後の2009年6月12日、ヨハンソンは「直ちに」15年間の現役生活から引退することを表明した。最後の年も、彼はデビスカップ2009ワールドグループ1回戦対イスラエル戦でシングルス2試合に出場した。3月末のマイアミ・マスターズ予選1回戦敗退が、彼の最後の試合出場になった。
スウェーデンのテニス界は、かつて世界の頂点に君臨した3強豪ビョルン・ボルグ、マッツ・ビランデル、ステファン・エドベリの伝統を誇るが、1996年にエドベリが現役を引退した後は低迷を続けている。その中にあって、ヨハンソンは同年代のヨナス・ビョルクマンやトーマス・エンクビストらと並んで故国のために奮闘してきた選手の1人である。

## ATPツアー決勝進出結果

### シングルス: 14回 (9勝5敗)
| 大会グレード                                  |
| グランドスラム (1–0)                          |
| テニス・マスターズ・カップ (0–0)              |
| ATPマスターズシリーズ (1–0)                   |
| ATPインターナショナルシリーズ・ゴールド (0–0) |
| ATPインターナショナルシリーズ (7–5)           |

| サーフェス別タイトル |
| ハード (4–2)         |
| クレー (0–0)         |
| 芝 (2–1)             |
| カーペット (3–2)     |

| 結果   | No. | 決勝日         | 大会                 | サーフェス        | 対戦相手                   | スコア                  |
| ------ | --- | -------------- | -------------------- | ----------------- | -------------------------- | ----------------------- |
| 優勝   | 1.  | 1997年3月10日  | コペンハーゲン       | カーペット (室内) | マルティン・ダム           | 6-4, 3-6, 6-2           |
| 優勝   | 2.  | 1997年3月17日  | サンクトペテルブルク | カーペット (室内) | レンツォ・フルラン         | 6-3, 6-4                |
| 準優勝 | 1.  | 1998年3月2日   | ロッテルダム         | カーペット (室内) | ヤン・シーメリンク         | 6-7(2-7), 2-6           |
| 準優勝 | 2.  | 1998年11月9日  | ストックホルム       | ハード (室内)     | トッド・マーティン         | 3-6, 4-6, 4-6           |
| 優勝   | 3.  | 1999年8月2日   | モントリオール       | ハード            | エフゲニー・カフェルニコフ | 1-6, 6-3, 6-3           |
| 優勝   | 4.  | 2000年11月20日 | ストックホルム       | ハード (室内)     | エフゲニー・カフェルニコフ | 6-2, 6-4, 6-4           |
| 優勝   | 5.  | 2001年6月11日  | ハレ                 | 芝                | ファブリス・サントロ       | 6-3, 6-7(5-7), 6-2      |
| 優勝   | 6.  | 2001年6月18日  | ノッティンガム       | 芝                | ハレル・レビ               | 7-5, 6-3                |
| 優勝   | 7.  | 2002年1月27日  | 全豪オープン         | ハード            | マラト・サフィン           | 3-6, 6-4, 6-4, 7-6(7-4) |
| 準優勝 | 3.  | 2004年6月19日  | ノッティンガム       | 芝                | パラドーン・スリチャパン   | 6-1, 6-7(4-7), 3-6      |
| 優勝   | 8.  | 2004年10月25日 | ストックホルム       | ハード (室内)     | アンドレ・アガシ           | 3-6, 6-3, 7-6(7-4)      |
| 優勝   | 9.  | 2005年10月24日 | サンクトペテルブルク | カーペット (室内) | ニコラス・キーファー       | 6-4, 6-2                |
| 準優勝 | 4.  | 2006年10月23日 | サンクトペテルブルク | カーペット (室内) | マリオ・アンチッチ         | 5-7, 6-7(2-7)           |
| 準優勝 | 5.  | 2007年10月8日  | ストックホルム       | ハード (室内)     | イボ・カロビッチ           | 3-6, 6-3, 1-6           |

### ダブルス: 2回 (1勝1敗)
| 結果   | No. | 決勝日        | 大会         | サーフェス | パートナー           | 対戦相手                                | スコア                  |
| ------ | --- | ------------- | ------------ | ---------- | -------------------- | --------------------------------------- | ----------------------- |
| 優勝   | 1.  | 2006年7月16日 | ボースタード | クレー     | ヨナス・ビョルクマン | クリストファー・カス オリバー・マラチ   | 6-3, 4-6, [10-4]        |
| 準優勝 | 1.  | 2008年8月17日 | 北京五輪     | ハード     | シーモン・アスペリン | ロジャー・フェデラー スタン・ワウリンカ | 3-6, 4-6, 7-6(7-4), 3-6 |

## 4大大会優勝
- 全豪オープン：1勝（2002年）

| 年     | 大会         | 対戦相手         | 試合結果           |
| ------ | ------------ | ---------------- | ------------------ |
| 2002年 | 全豪オープン | マラト・サフィン | 3-6, 6-4, 6-4, 7-6 |

## 4大大会シングルス成績
略語の説明
| W | F | SF | QF | #R | RR | Q# | LQ | A | Z# | PO | G | S | B | NMS | P | NH |

W=優勝, F=準優勝, SF=ベスト4, QF=ベスト8, #R=#回戦敗退, RR=ラウンドロビン敗退, Q#=予選#回戦敗退, LQ=予選敗退, A=大会不参加, Z#=デビスカップ/BJKカップ地域ゾーン, PO=デビスカップ/BJKカッププレーオフ, G=オリンピック金メダル, S=オリンピック銀メダル, B=オリンピック銅メダル, NMS=マスターズシリーズから降格, P=開催延期, NH=開催なし.
| 大会           | 1994 | 1995 | 1996 | 1997 | 1998 | 1999 | 2000 | 2001 | 2002 | 2003 | 2004 | 2005 | 2006 | 2007 | 2008 | 通算成績 |
| -------------- | ---- | ---- | ---- | ---- | ---- | ---- | ---- | ---- | ---- | ---- | ---- | ---- | ---- | ---- | ---- | -------- |
| 全豪オープン   | 1R   | A    | 2R   | 2R   | 1R   | 1R   | 2R   | 3R   | W    | A    | 1R   | 4R   | 4R   | 2R   | 1R   | 19–12    |
| 全仏オープン   | LQ   | 1R   | 2R   | 1R   | 1R   | A    | 2R   | 1R   | 2R   | A    | A    | 2R   | 1R   | 1R   | 1R   | 4–11     |
| ウィンブルドン | A    | A    | 4R   | 2R   | 3R   | 2R   | 4R   | 2R   | 1R   | A    | 3R   | SF   | 1R   | 1R   | 2R   | 19–12    |
| 全米オープン   | LQ   | A    | 2R   | 1R   | QF   | A    | QF   | 4R   | A    | A    | 3R   | 2R   | 1R   | 3R   | 1R   | 17–10    |